# Concejo de Navarre
Les concejos, ou conseils en français, (kontzejua en basque) dans la communauté forale de Navarre, sont des localités, des villages ou hameaux, disposant d'une certaine autonomie, mais faisant partie d'une commune (municipio) et ayant donc une mairie (ayuntamiento) en commun.
La majorité des communes navarraises sont simples (municipio simple), c'est-à-dire que la commune constitue le dernier niveau de division. Mais un certain nombre de communes sont subdivisées en concejos, on parle de communes composées (municipio compuesto). Le gouvernement et l'administration de ces concejos sont basés soit sur un régime ouvert ou concejo abierto, quand la population est comprise entre 16 et 50 habitants, soit sur une assemblée ou junta lorsque la population dépasse 50 habitants.

## Liste desconcejosde Navarre
Dans le tableau ci-dessous ne sont pas repris les communes simples ne comprenant aucun concejo (comme Auritz-Burguete, Huarte-Uharte, Orreaga-Roncesvalles, Villava, Zizur Mayor).
| Commune                                    | Concejo |
|                                            | Nom officiel (Nom en basque ou en espagnol) |
| ------------------------------------------ | --- |
| Allín (En basque : Allin)                  | - Amillano - Aramendía (En basque : Aramendia) - Arbeiza - Artavia - Echávarri (En basque : Etxabarri) - Eulz - Galdeano - Larrión (En basque : Larrion) - Muneta - Zubielqui (En basque : Zubielki) |
| Améscoa Baja (En basque : Ameskoabarren)   | - Artaza - Baquedano - Baríndano - Ecala - Gollano - San Martín (En basque : San Martin) - Zudaire |
| Ancín (En basque : Antzin)                 | - Ancín (En basque : Antzin) - Mendilibarri |
| Anue                                       | - Aritzu - Burutain - Egozkue - Etsain - Etulain - Leazkue - Olague (En espagnol : Olagüe) |
| Araitz                                     | - Arribe-Atallu - Azkarate (En espagnol : Azcárate) - Gaintza (En espagnol : Gainza) - Intza (En espagnol : Inza) - Uztegi (En espagnol : Uztegui) |
| Arakil                                     | - Ekai (En espagnol : Ecai) - Etxarren (En espagnol : Echarren) - Etxeberri (En espagnol : Echeberri) - Egiarreta (En espagnol : Eguiarreta) - Errotz (En espagnol : Erroz) - Izurdiaga - Satrustegi (En espagnol : Satrústegui) - Urritzola (En espagnol : Urrizola) - Hiriberri (En espagnol : Villanueva) - Ihabar (En espagnol : Yábar) - Zuatzu (En espagnol : Zuazu) |
| Aranguren                                  | - Aranguren - Góngora-Gongora - Ilundáin-Ilundain - Labiano - Laquidáin-Lakidain - Mutilva Alta-Mutiloagoiti - Mutilva-Baja-Mutiloabeiti - Tajonar-Taxoare - Zolina |
| Arce-Artzi                                 | - Arrieta - Artozqui (En basque : Artozki) - Azparren - Lacabe (En basque : Lakabe) - Nagore - Saragüeta (En basque : Saragueta) - Uriz (En basque : Uritz) - Villanueva de Arce (En basque : Hiriberri-Artzibar) |
| Atetz                                      | - Aroztegi-Aróstegui - Ziganda-Ciganda - Beratsain-Berasáin - Beuntza-Beunza - Eguarats - Eritzegoiti-Erice |
| Basaburua                                  | - Ararats (En espagnol : Arrarás) - Beruete - Gartzaron (En espagnol : Garzaron) - Igoa - Iharben (En espagnol : Yarben) - Itsaso (En espagnol : Ichaso) - Jauntsarats (En espagnol : Jaunsaras) - Orokieta-Erbiti (En espagnol : Oroquieta-Erbiti) - Udabe-Beramendi |
| Baztan                                     | - Almandoz - Aniz - Arizkun (En espagnol : Arizcun) - Arraioz (En espagnol : Arrayoz) - Azpilkueta (En espagnol : Azpilcueta) - Berroeta - Ziga (En espagnol : Ciga) - Elizondo - Elbete (En espagnol : Elvetea) - Erratzu (En espagnol : Errazu) - Gartzain (En espagnol : Garzáin) - Irurita - Lekaroz (En espagnol : Lecároz) - Amaiur (En espagnol : Maya de Baztán) - Oronoz-Mugairi (En espagnol : Oronoz-Mugaire) |
| Berrioplano (En basque : Berriobeiti)      | - Aizoáin (En basque : Aitzoain) - Añézcar (En basque : Añezkar) - Artica (En basque : Artika) - Ballariáin (En basque : Ballariain) - Berrioplano (En basque : Berriobeiti) - Berriosuso (En basque : Berriogoiti) - Elcarte (En basque : Elkarte) - Larragueta (En basque :Larrageta) - Loza (En basque : Lotza) - Oteiza de Berrioplano (En basque : Oteitza) |
| Bertizarana                                | - Bertiz - Legasa - Narbarte (chef-lieu) - Oieregi |
| Biurrun-Olcoz (En basque : Biurrun-Olkotz) | - Biurrun - Olcoz (En basque : Olkotz) |
| Carcastillo                                | - Figarol |
| Cendea de Cizur (en basque : Zizur Zendea) | - Astráin - Cizur Menor - Gazólaz (En basque : Gazolaz) - Larraya (En basque : Larraia) - Muru-Astráin (En basque : Muru-Astrain) - Paternáin (En basque : Paternain) - Undiano/Undio - Zariquiegui (En basque : Zarikiegi) |
| Etxarri-Aranatz                            | - Lizarragabengoa |
| Egüés (En basque : Eguesibar)              | - Alzuza (En basque : Altzuza) - Ardanaz (En basque : Ardanatz) - Azpa - Badostáin (En basque : Badoztain) - Egües (En basque : Egues) - Elcano (En basque : Elkano) - Elía (En basque : Elia) - Ibiricu (En basque : Ibiriku) - Olaz (En basque : Olatz) - Sagaseta |
| Ergoiena                                   | - Lizarraga - Dorrao-Torrano - Unanu |
| Erro                                       | - Aintzioa - Aurizberri-Espinal - Bizkarreta-Gerendiain - Erro - Esnotz - Lintzoain - Mezkiritz - Orondritz - Zilbeti |
| Esteribar                                  | - Antxoritz (En espagnol : Anchóiz) - Eugi (En espagnol : Eugui) - Inbuluzketa (En espagnol : Imbuluzqueta) - Iragi (En espagnol : Iragui) - Larrasoaña - Leranotz (En espagnol : Leránoz) - Saigots (En espagnol : Saigós) - Sarasibar (En espagnol : Sarasíbar) - Urdaitz (En espagnol : Urdániz) - Zabaldika (En espagnol : Zabaldica) - Zubiri |
| Ezcabarte (En basque : Ezkabarte)          | - Arre - Azoz - Cildoz (En basque : Zildoz) - Eusa - Maquírriain (En basque : Makirriain) - Oricáin (En basque : Orikain) - Orrio - Sorauren |
| Galar (En basque : Galar Zendea)           | - Arlegui (En basque : Arlegi) - Cordovilla (En basque : Kordobila) - Esquíroz (En basque : Eskirotz) - Esparza de Galar (En basque : Espartza) - Salinas de Pamplona (En basque : Getze) - Galar - Olaz-Subiza (En basque : Olatz-Zubitza) - Subiza (En basque : Zubitza) |
| Gallués (En basque : Galoze)               | - Iciz (En basque : Izize) - Izal (En basque : Itzalle) - Uscarrés (En basque : Uskartze) |
| Goñi                                       | - Aizpún (En basque : Aizpun) - Azanza - Goñi - Munárriz(En basque : Munarriz) - Urdánoz (En basque : Urdanoz) |
| Güesa-Gorza                                | - Güesa-Gorza - Igal (En basque : Igari) |
| Guesálaz (En basque : Gesalaz)             | - Arguiñano (En basque : Argiñano) - Esténoz (En basque : Estenotz) - Garísoain (En basque : Garisoain) - Guembe (En basque : Gembe) - Irurre - Iturgoyen (En basque : Iturgoien) - Izurzu - Lerate - Muez - Muniáin (En basque : Muniain) - Vidaurre |
| Guirguillano (En basque : Girgillano)      | - Echarren de Guirguillano (En basque : Etxarren-Girgillano) - Guirguillano (En basque : Girgillano) |
| Ibargoiti                                  | - Abínzano (En basque : Abintzano) - Idocin (En basque : Idozin) - Izco - Salinas de Ibargoiti |
| Igúzquiza (En basque : Iguzkiza)           | - Azqueta (En basque : Azketa) - Igúzquiza (En basque : Iguzkiza) - Labeaga - Urbiola |
| Imotz                                      | - Etxaleku (En espagnol : Echalecu) - Eraso - Goldaratz (En espagnol : Goldaraz) - Latasa - Muskitz (En espagnol : Músquiz) - Oskotz (En espagnol : Oscoz) - Urritza (En espagnol : Urriza) - Zarrantz (En espagnol : Zarranz) |
| Iza                                        | - Aguinaga (En basque : Aginaga) - Aldaba - Ariz (En basque : Aritz) - Atondo - Cía (En basque : Zia ) - Erice - Gulina - Iza - Larumbe - Lete - Ochovi (En basque : Otxobi) - Sarasa - Sarasate |
| Izagaondoa                                 | - Ardanaz |
| Juslapeña-Txulapain                        | - Arístregui (En basque : Aristregi) - Beorburu - Garciriáin (En basque : Garziriain) - Larráyoz (En basque : Larraiotz) - Marcaláin (En basque : Markalain) - Navaz (En basque : Narbatz) - Nuin - Ollacarizqueta (En basque : Oiakaritzkieta) - Osácar (En basque : Osakar) - Osinaga - Unzu |
| Lana                                       | - Galbarra - Gastiáin - Narcué (En basque : Narkue) - Ulíbarri (En basque :Ulibarri) - Viloria |
| Lapoblación                                | - Lapoblación - Meano |
| Larraun                                    | - Albiasu - Aldatz (En espagnol : Aldaz) - Alli - Arruitz (En espagnol : Arruiz) - Astitz (En espagnol : Astiz) - Azpirotz (En espagnol : Azpiroz) - Baraibar - Etxarri (En espagnol : Echarri) - Errazkin (En espagnol : Rázquin) - Gorriti - Uitzi (En espagnol : Uici) - Iribas - Madotz (En espagnol : Madoz) - Mugiro (En espagnol : Muguiro) - Oderitz (En espagnol : Oderiz) |
| Leoz                                       | - Artariáin (En basque : Artariain) - Iracheta (En basque : Iratxeta) - Léoz - Olleta |
| Lónguida (En basque : Longida)             | - Aos - Artajo (En basque : Artaxo) - Ekai de Lónguida (En basque : Ekai-Longida) - Murillo de Lónguida (En basque : Murelu-Longida) - Villaveta (En basque : Billabeta) |
| Mendaza                                    | - Acedo (En basque : Azedo) - Asarta - Mendaza - Ubago |
| Metauten                                   | - Arteaga - Ganuza - Metauten - Ollobarren - Ollogoyen (En basque : Ollogoien) - Zufía (En basque : Zufia) |
| Murillo el Cuende                          | - Murillo el Cuende - Rada - Traibuenas |
| Navascués (En basque : Nabaskoze)          | - Aspurz - Navascués (En basque : Nabaskoze) - Ustés (En basque : Ustes) |
| Noáin (Valle de Elorz)                     | - Elorz - Guerendiain - Imarcoain - Torres de Elorz - Yarnoz (En basque : Iarnotz) - Ezperun - Zabalegui (En basque : Zabalegi) - Zulueta |
| Odieta                                     | - Anocíbar (En basque : Anozibar) - Ciáurriz (En basque : Ziaurritz) - Gascue (En basque : Gaskue) - Guelbenzu (En basque : Gelbentzu) - Guenduláin (En basque : Gendulain) - Latasa - Ostiz - Ripa |
| Oláibar                                    | - Endériz (En basque : Gesalaz) - Olaiz - Olave (En basque : Olabe) - Osacáin (En basque : Osakain) - Beraiz |
| Ollo                                       | - Anoz - Arteta - Beasoáin-Eguíllor (En basque : Beasoain-Egilloz) - Ilzarbe - Ollo - Senosiáin (En basque : Senosiain) - Ulzurrun |
| Olóriz (En basque : Oloriz)                | - Echagüe (En basque : Etxague) - Mendívil (En basque : Mendibil) - Olóriz (En basque : Oloriz) - Solchaga (En basque : Sotxaga) |
| Cendea de Olza                             | - Arazuri - Artázcoz (En basque : Artazkotz) - Asiáin (En basque : Asiain) - Ibero - Izcue (En basque : Izkue) - Izu - Lizasoain - Olza - Ororbia |
| Romanzado                                  | - Arboniés - Bigüézal - Domeño |
| Sangüesa (En basque : Zangoza)             | - Gabarderal - Rocaforte |
| Sarriés-Sartze                             | - Ibilcieta (En basque : Ibiltzieta) - Sarriés |
| Tiebas-Muruarte de Reta                    | - Muruarte de Reta - Tiebas |
| Torralba del Río                           | - Otiñano |
| Ultzama                                    | - Alkotz (En espagnol : Alcoz) - Arraitz-Orkin (En espagnol : Arráiz-Orquin) - Auza - Zenotz (En espagnol : Cenoz) - Eltso (En espagnol : Elso) - Eltzaburu (En espagnol : Elzaburu) - Gorrontz-Olano (En espagnol : Gorronz-Olano) - Gerendiain (En espagnol : Guerendiáin) - Ilarregi (En espagnol : Ilarregui) - Iraizotz (En espagnol : Iraizoz) - Suarbe - Larraintzar (En espagnol : Larrainzar) - Lizaso - Urritzola-Galain (En espagnol : Urrinzola-Galáin)                                                                                                |
| Unciti (En basque : Untziti)               | - Alzórriz (En basque : Altzorriz) - Artáiz (En basque : Artaiz) - Cemboráin (En basque : Zemborain) - Unciti (En basque : Untziti) - Zabalceta - Muguetajarra (En basque : Mugetajarra) |
| Urraúl Alto                                | - Ayechu (En basque : Aietxu) - Imirizaldu - Irurozqui (En basque : Irurozki) - Ongoz |
| Urdazubi-Urdax                             | - Alkerdi (En espagnol : Alquerdi) - Dantxarinea (En espagnol : Dantcharineal) - Landibar - Leorlaz (En espagnol : Leorlás) - Telleria (En espagnol : Tejería) - Urdazubi-Urdax |
| Urraúl Bajo                                | - Artieda - Rípodas - San Vicente - Tabar |
| Valle de Yerri (En basque : Deirri)        | - Alloz (En basque : Allotz) - Arandigoyen (En basque : Arandigoien) - Arizala (En basque : Aritzala) - Arizaleta (En basque : Aritzaleta) - Azcona (En basque : Aizkoa) - Bearin - Eraul - Grocin (En basque : Gorozin) - Ibiricu de Yerri (En basque : Ibiriku Deierri) - Iruñela - Lácar (En basque : Lakar) - Lorca (En basque : Lorka) - Murillo de Yerri (En basque : Murelu Deierri) - Murugarren - Riezu (En basque : Errezu) - Ugar - Villanueva de Yerri (En basque : Hiriberri Deierri) - Zábal (En basque : Zabal) - Zurucuáin (En basque : Zurukuain) |
| Zabalza                                    | - Arraiza - Ubani - Zabalza |